# Hoehnel's kameleon
Hoehnel's kameleon (Chamaeleo hoehnelii) is een hagedis uit de familie kameleons (Chamaeleonidae).

## Naam en indeling
De soort staat ook wel bekend onder de naam helmkameleon. De soort werd voor het eerst wetenschappelijk beschreven door Franz Steindachner in 1891. Oorspronkelijk werd de wetenschappelijke naam Chamael(e)on höhnelii gebruikt. De soortaanduiding is een eerbetoon aan de Oostenrijkse marine-officier en ontdekkingsreiziger Ludwig von Höhnel.

## Uiterlijke kenmerken
Hoehnel's kameleon heeft een verhoogde kam op de achterzijde van de kop, hoewel deze bij sommige andere soorten veel groter wordt, zoals de jemenkameleon (Chamaeleo calyptratus). De maximale lichaamslengte bedraagt ongeveer twintig tot 25 centimeter. De vrouwtjes blijven echter kleiner en worden ongeveer vijftien tot twintig cm lang, vrouwelijke exemplaren hebben bovendien een beduidend kleinere kam. De kleuren variëren van olijfgroen tot bruin, mannetjes hebben vaak ook blauwe of gele kleuren, er is echter veel variatie.

## Levenswijze
Het voedsel bestaat uit kleine ongewervelden als insecten. Hoehnel's kameleon is eierlevendbarend en het aantal jongen verschilt sterk; vijf tot twintig in een periode van vijf tot zes maanden. Deze soort wordt soms aangeboden in de dierenhandel, maar ervaring is gewenst en het kweken van meerdere generaties is moeilijk.

## Verspreiding en habitat
De kameleon komt voor in delen van Afrika en leeft endemisch in Kenia. De nacht- en dagtemperaturen lopen hier sterk uiteen, 's nachts ongeveer 10 graden, overdag rond de 25 graden. Ook de luchtvochtigheid is hoog, de kameleon is gevoelig voor uitdroging. De habitat bestaat uit hoger gelegen, tropische en subtropische scrublands, mogelijk komt de soort ook voor in door de mens aangepaste streken zoals tuinen. Hoehnel's kameleon is aangetroffen op een hoogte van ongeveer 1600 tot 4000 meter boven zeeniveau. Hoehnel's kameleon leeft in begroeiing als struiken, hagen maar ook in tuinen en klimt niet al te hoog.

## Beschermingsstatus
Door de internationale natuurbeschermingsorganisatie IUCN is de beschermingsstatus 'veilig' toegewezen (Least Concern of LC).